# Ельничная (Красноярский край)
Ельничная — деревня в Ужурском районе Красноярского края России. Входит в состав Малоимышского сельсовета.
До 1995 года деревня входила в состав Старокузурбинского сельсовета.

## География
Деревня расположена в 51 км к востоку от районного центра Ужур.

## История
Входила в состав Старокузурбинского сельсовета до его упразднения в 1995 году.
28 сентября 1995 года Законом Красноярского края № 7-179 Старокузурбинский сельсовет был упразднён и его населённые пункты переданы в Малоимышский сельсовет.

## Население
| 2010 |
| ---- |
| 60   |